# Phillis Lara Lau
Phillis Lara Lau (* 23. Juni 2005) ist eine deutsche Schauspielerin.

## Leben
Von 2016 bis 2024 spielte Lau die Rolle der Leonie „Leo“ Brüggemann in der Fernsehserie Tiere bis unters Dach. Sie war in 43 Folgen zu sehen. Im Jahr 2022 wirkte Lau in Die Schule der magischen Tiere 2 mit. Seit 2019 absolviert Lau eine Ausbildung am Theater-Atelier der Freiburger Schauspielschule.